# Tayyip Talha Sanuç
Tayyip Talha Sanuç (Karabük, 17 de diciembre de 1999) es un futbolista turco que juega en la demarcación de defensa para el Beşiktaş J. K. de la Superliga de Turquía.

## Selección nacional
Tras jugar con las categorías inferiores de la selección, finalmente el 19 de noviembre de 2022 hizo su debut con la selección de Turquía en un partido amistoso contra República Checa que finalizó con un resultado de 2-1 a favor del combinado turco tras los goles de Enes Ünal y Hakan Çalhanoğlu para Turquía, y de Václav Černý para República Checa.

## Clubes
| Club                 | País    | Año       | Partidos | Goles |
| -------------------- | ------- | --------- | -------- | ----- |
| Kardemir Karabükspor | Turquía | 2017-2018 | 16       | 0     |
| Adana Demirspor      | Turquía | 2018-2022 | 96       | 8     |
| Beşiktaş J. K.       | Turquía | 2022-     | 50       | 2     |

## Palmarés

### Títulos nacionales
| Título               | Club           | País    | Año  |
| -------------------- | -------------- | ------- | ---- |
| Copa de Turquía      | Beşiktaş J. K. | Turquía | 2024 |
| Supercopa de Turquía | Beşiktaş J. K. | Turquía | 2024 |